# Zones historiques d'Istanbul
Les zones historiques d'Istanbul sont un ensemble de secteurs de la ville d'Istanbul, en Turquie, qui sont considérés comme étant d'une importance historique exceptionnelle. 
Point stratégique sur la péninsule du Bosphore entre les Balkans et l'Anatolie, la mer Noire et la Méditerranée, la ville d'Istanbul a été associée à de grands événements politiques, religieux et artistiques pendant plus de 2000 ans. Ses chefs-d'œuvre comprennent l'ancien hippodrome de Constantin, l'ancienne basilique Sainte-Sophie qui date du VIe siècle et la mosquée Süleymaniye, du XVIe siècle ; ils sont actuellement menacés par la surpopulation, la pollution industrielle et une urbanisation incontrôlée. 
À ce titre, cet ensemble a fait partie des premiers biens culturels du pays à être inscrits au patrimoine mondial de l'UNESCO en 1985, de concert avec deux autres sites turcs, d'une part, le parc national de Göreme et les sites rupestres de Cappadoce, et d'autre part la Grande Mosquée et l'hôpital de Divriği.

## Zones protégées
Les quatre zones qui composent l'ensemble sont, selon la description officielle :
- « le parc archéologique, à l'extrémité de la péninsule historique » ;
- le quartier de Süleymanye avec l'ensemble de la mosquée du même nom, les bazars et les habitations vernaculaires aux alentours ;
- la zone d'habitations de Zeyrek autour de la mosquée du même nom (l'ancienne église du Pantocrator) ;
- la zone le long des deux côtés des murailles terrestres de Théodose, y compris les vestiges du palais des Blachernes[4].